# Большое Удое
Большое Удое — озеро в муниципальном образовании «Полистовское» Бежаницкого района Псковской области.
Площадь — 2,3 км² (230,0 га). Максимальная глубина — 4,0 м, средняя глубина — 3,0 м.
Сточное. Водное зеркало круглой формы. Относится к бассейну реки Гвозденка, притока реки Шиповская (канала Шиповская), относящиеся к бассейну реки Полисть. Ближайший населённый пункт — деревня Шабаново Добрывичской волости — находится в 2,5 км к юго-западу от озера.
Тип озера плотвично-окуневый. Массовые виды рыб: плотва, окунь, щука, красноперка, золотой карась, вьюн, сом, язь.
Для озера характерны: болотистое прибрежье, торфяно-илистое дно, сплавины, бывают заморы.